# Medur, Hirekerur
Medur là một làng thuộc tehsil Hirekerur, huyện Haveri, bang Karnataka, Ấn Độ.